# Rio do Carmo (Minas Gerais)
 (novembre 2015).
Le rio do Carmo est une rivière du Brésil dans l'état du Minas Gerais, et un affluent droit du fleuve le rio Doce.

## Géographie
Le rio do Carmo nait dans la serra do Espinhaço, à environ 1 580 m d'altitude[réf. nécessaire], sur la municipalité d'Ouro Preto. Sur cette municipalité d'Ouro Preto, il s'appelle d'abord córrego Tripuí puis ribeirão do Funil (córrego et ribeirão = ruisseau en portugais). Il change de nom en entrant dans la municipalité de Mariana en s'appelant alors rio do Carmo.
Puis il traverse les villes de Mariana, Acaiaca et Barra Longa;
À la confluence du córrego Batalha, le rio do Carmo sépare les municipalités de Ponte Nova et Rio Doce, jusqu'à sa rencontre avec le rio Piranga, sur la municipalité de Rio Doce et constitue alors l'origine du fleuve rio Doce.
De 103 km de longueur environ, le rio do Carmo coule globalement de l'ouest vers l'est

## Affluents
Le rio do Carmo a deux affluents référencés :
- le rio Gualaxo do Sul (rg), 67 km de rang de Strahler deux.
- le rio Gualaxo do Norte (rd), ?km.

Donc son rang de Strahler est de trois.

## Aménagements
Les eaux du rio do Carmo sont utilisés pour générer de l'électricité dans le barrage hydroélectrique de Furquim, situé dans la municipalité de Mariana, avec 6 000 kW de puissance installée.